# Wedgewood (Stati Uniti d'America)
Wedgewood è un census-designated place (CDP) degli Stati Uniti d'America, situato in Carolina del Sud, nella contea di Sumter.